# متطوعوا الحفظ الأستراليين

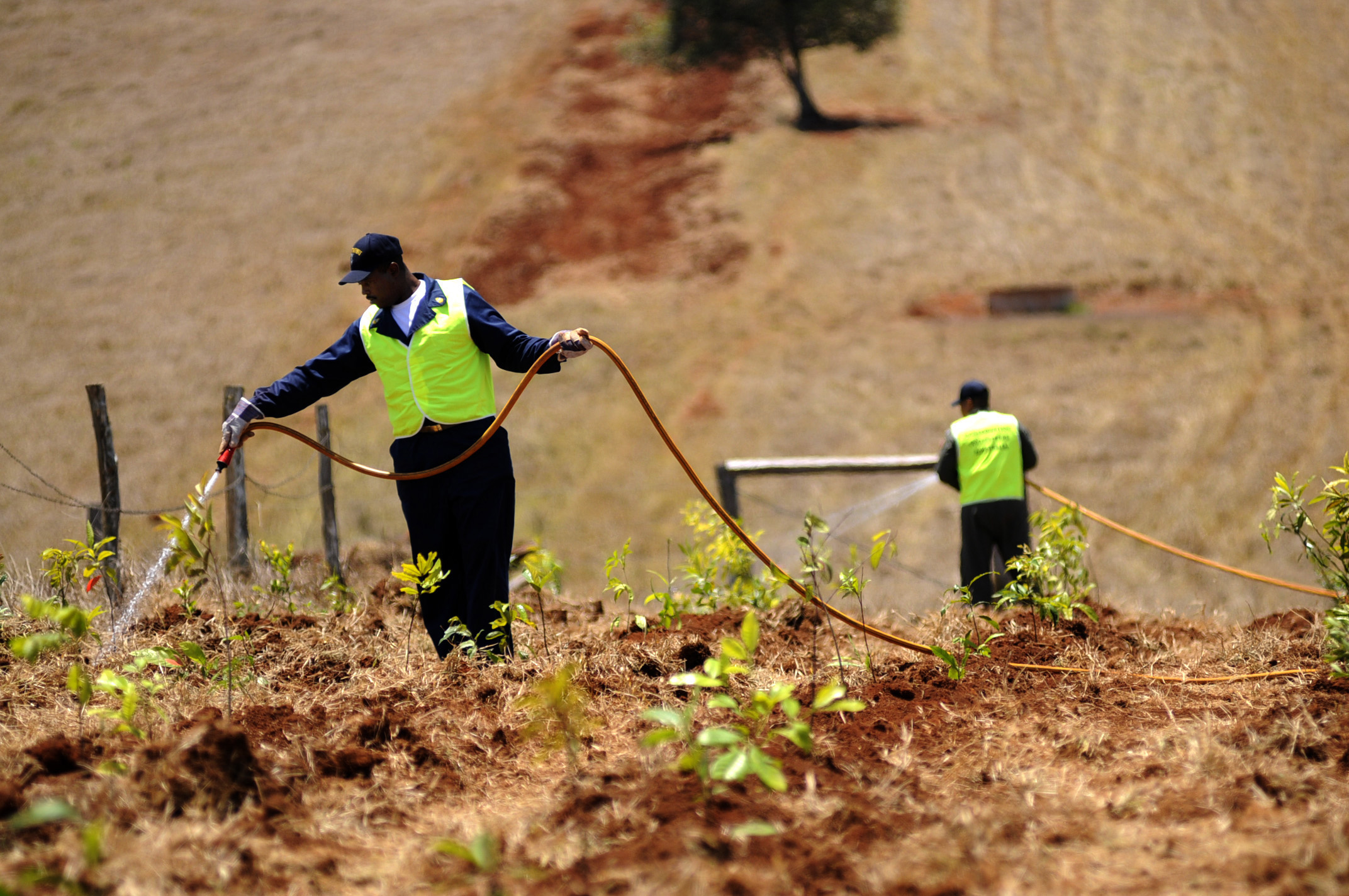

متطوعوا الحفظ الأستراليين هي منظمة غير ربحيه تهددف إلى جذب وتنسيق المتطوعين  لمشاريع استصلاح البيئة.

## تاريخ
تأسست المنظمة في بالارات، فكتوريا في 1982 كمتطوعي للمحافظة في أستراليا. المكتب الرئيسي للمؤسسه ما زال في بالارات ويوجد حوالي 25 مكتب حول أستراليا.

### الخط الزمني
- 1982 تأسست المنظمة «كمتطوعي الثقة الاستراليه للمحافظه».
- 1989 الفوز بجائزة مؤسسه بانكسيا البيئيه – فرع خدمه المجتمع.
- 1990 الفوز بجائزة مؤسسه بانكسيا البيئيه – فرع خدمه المجتمع.
- 1995 الفوز بجائزة مؤسسه بانكسيا البيئيه – فرع اداره الأراضي.
- 1996 الفوز بجائزة مؤسسه بانكسيا البيئيه – فرع مجموعات المجتمع.
- 1999 الشريك الرائد في اتحاد عصبه المتطوعين للمحافظه العالمية.
- 2000  اطلاق الاسم الجديد والرمز الدال على مؤسسة متطوعوا الحفظ الأستراليين.
- 2000  دخلت في لوحه الامم المتحد للشرف 500 للانجازات البيئية – واحده من 14 منظمه من اصل 12 دوله تم تكريمها في ذلك العام.
- 2001  اطلاق حمله «أنقذوا اراضينا المبتلة»، شراكه 10 سنوات بين مؤسسه المحافظة وبيلتون بي اتش بي لايصال أكبر مشروع محلي لاستراليا لاتقاذ الأراضي المبتله.[1]
- 2001 اطلاق متطوعوا شيل أستراليا الساحلي. وهو مشروع اجتماعي يضمن شراكه بين المؤسسة وشيل أستراليا.[2]
- 2001  وصول المؤسسة إلى مليون يوم تطوعي في عام التطوع العالمي.
- 2002  فوز المؤسسة بجائزة رئيس الوزراء للتميز في عمل الشراكة الإجتماعي لحمله «أنقذوا أراضينا المبتلة» مع بيلتون بي اتش بي.[3]
- 2003  فوز المؤسسة بجائزة التدقيق المالي لشركات المشاركة لمشروع «أنقذوا اراضينا المبتلة» مع بيلتون بي اتش بي.
- 2006  اطلاق متطوعي الحفظ في نيوزيلندا مع وجود مكتب خاص بالجمعية في أوكلاند.
- 2007 الفوز بجائزة مؤسسه بانكسيا البيئيه – فرع امدادات المياه.
- 2009  فوز المؤسسة بجائزة السياحة الصديقه للبيئة ايكوتوريزيم من السياحة الصديقه للبيئة في أستراليا.[4]
- 2011  تقديم المؤسسة مع منظمه السياحة للالمم المتحده / يو ان دبليو تي أو جائزة يوليوس للابتكار للمنظمات غير الحكوميه لمشروع «ربط الناس مع البيئة، محميه ايمس.و وايت، تطوع السياح لحمايه التنوع الحيوي – متطوعي المحافظة (أستراليا)».[5]
- 2012 فوز المنظمة بجائزه نظام العيش الأخضر (للعمل غير الربحي).
- 2013 فوز المنظمة بجائزة التميز الساحلي (مجهود الجماعات المحلية).
- 2014 فوز المنظمة بجائزة السياحة الفكتوريه – تخطيط سياحي جديد بواسطة ناتشور وايس إيكو أيسكيب وبالتعاون مع فكتوريا باركس.[6]

## المشاريع
تشمل جميع برامج المحافظة على البيئة التطوعيه على الحماية العملية بنشاطات لا تخلوا من زراعه الاشجار، التحكم بالعشاب الضارة، جمع البذور، تتبع وصيانه المباني، مشاريع  ترميم التراث والدراسات الاستقصائيه حول الحياه البرية. يعمل المتطوعون في مجموعات تصل إلى 10 اشخاص تحت الاشراف والإرشاد من اخصائيين وقائدين للفرق.
يتركز عمل المؤسسة تبعاً لشركاء المشاريع والمكتب. مع وجود المكاتب في المدن الكبرى، تقوم المؤسسة على عمل برامج في في المناطق المدنية من زرع أشجار وترميم تراث. وتتضمن أيضاً برامج مهتمه في الصحة كالملعب الرياضي الاخضر، والذي تم تطويره في بريطانيا من قبل بي تي سي في.
مع كون معظم مكاتب المؤسسة في مناطق أستراليا، يتم التركيز الأكبر على مساعده اصحاب الأراضي كأفراد ومجموعات رعايه الأراضي وسلطات مجتمعات المياه المتخصصه في برامج اداره الأراضي، والمنظمات والمقاطعات وحتى جميع منظمات الحدائق المحلية.

## المتطوعين
متطوعوا المحافظة على البيئة يستقطبون حوالي 10.000 متطوع محلي خلال سنه في أستراليا ونيوزلندا، اضافه إلى 2000 من المتطوعين غير المحليين سنويا.